# Barisão de Lacon Gunale
Barisão I de Lacon Gunale, Barisão I de Torres ou Torquitório Barisão de Lacon Gunale (em italiano: Torchitorio Barisone de Lacon Gunale; m. 1073) foi um governante da Sardenha que administrou uma grande parte daquela ilha, que se dividiria nos julgados de Arbórea e Logudoro. O seu território compreendia portanto toda a zona oeste da Sardenha.

## Biografia
Filho de Gonário Cosme de Lacon-Gunale, sucedeu-lhe como juiz de Arbórea e Logudoro.
Favoreceu a imigração religiosa para a ilha. O ato de doação que fez redigir em 1063 é o primeiro e a este seguiram numerosos atos da parte de todos os outros juízes-reis da ilha. No ato de doação o Judike de Logudoro (ou Torres) cede a Desidério de Benevento, abade de Montecassino, quando envia um grupo de religiosos para tomarem posse de uma vasta área que lhe pertencia, que compreendia as igrejas de Santa Maria de Bubalis (Nossa Senhora de Mesumundu) e a de Santa Hélia e Enoc. Os monges instalaram-se em Monte Santu, Siligo.
Desidério mandou um grupo de doze monges com livros, relíquias,e outros objetos sagrados, mas foram capturados pelos pisanas na Ilha de Giglio e nunca chegaram ao seu destino.
Barisão solicitou então, fazendo pressão sobre o Papa Alexandre II, a a restituição dos bens roubados pelos pisanos e a permissão da viagem de um novo grupo de monges. Os monges só puderam assim assumir a possessão das terras dadas pelo juiz em 1065.
Nesse ano Barisão resolve dividir o governo de Logudoro com André Tanca, seu filho, mas foi o neto, Mariano I quem lhe sucedeu no governo após a sua morte. Mariano, seu filho, já governava a zona de Arbórea independentemente desde 1060.
Barisão faleceu em 1073.